# Voshod, Vesele
Voshod (în ucraineană Восход) este un sat în comuna Matviivka din raionul Vesele, regiunea Zaporijjea, Ucraina.

## Demografie
Componența lingvistică a localității Voshod
     Rusă (71,43%)
     Ucraineană (23,47%)
Conform recensământului din 2001, majoritatea populației localității Voshod era vorbitoare de rusă (71,43%), existând în minoritate și vorbitori de ucraineană (23,47%) și armeană (5,1%).